# Těmnikov
Těmnikov (rusky Те́мников, mokšansky Темникав – Těmnikav, erzjansky Чополт ош – Čopolt oš) je město v Mordvinsku v Ruské federaci. Při sčítání lidu v roce 2010 měl přes sedm tisíc obyvatel.

## Poloha
Těmnikov leží na řece Mokše, pravém přítoku Oky v povodí Volhy. Od Saransku, hlavního města republiky, je vzdálen přibližně 160 kilometrů severozápadně.

## Dějiny
Těmnikov byl založen v 14. století osm kilometrů po proudu jako opevněné sídlo. Na své současné místo byl přesunut v roce 1536. Je nejstarším městem v Mordvinsku.
V roce 1779 získal městská práva.
Za druhé světové války zde byl zajatecký tábor pro německé zajatce
Nedaleko Těmnikova strávil na svém sídle své poslední roky admirál Fjodor Fjodorovič Ušakov, který je také pohřben v místním klášteře.